# Кікуті Наоя
Кікуті Наоя (яп. 菊地 直哉, нар. 24 листопада 1984, Сідзуока) — японський футболіст.

## Виступи за збірну
2010 року дебютував в офіційних матчах у складі національної збірної Японії. Відтоді провів у формі головної команди країни 1 матчі.

## Статистика виступів
| Збірна Японії | Збірна Японії | Збірна Японії |
| Роки          | Ігри          | голи          |
| ------------- | ------------- | ------------- |
| 2010          | 1             | 0             |
| Усього        | 1             | 0             |

## Титули і досягнення
- Клубні:
  - Володар Кубка Імператора: 2003